# Colonización de los puntos de Lagrange

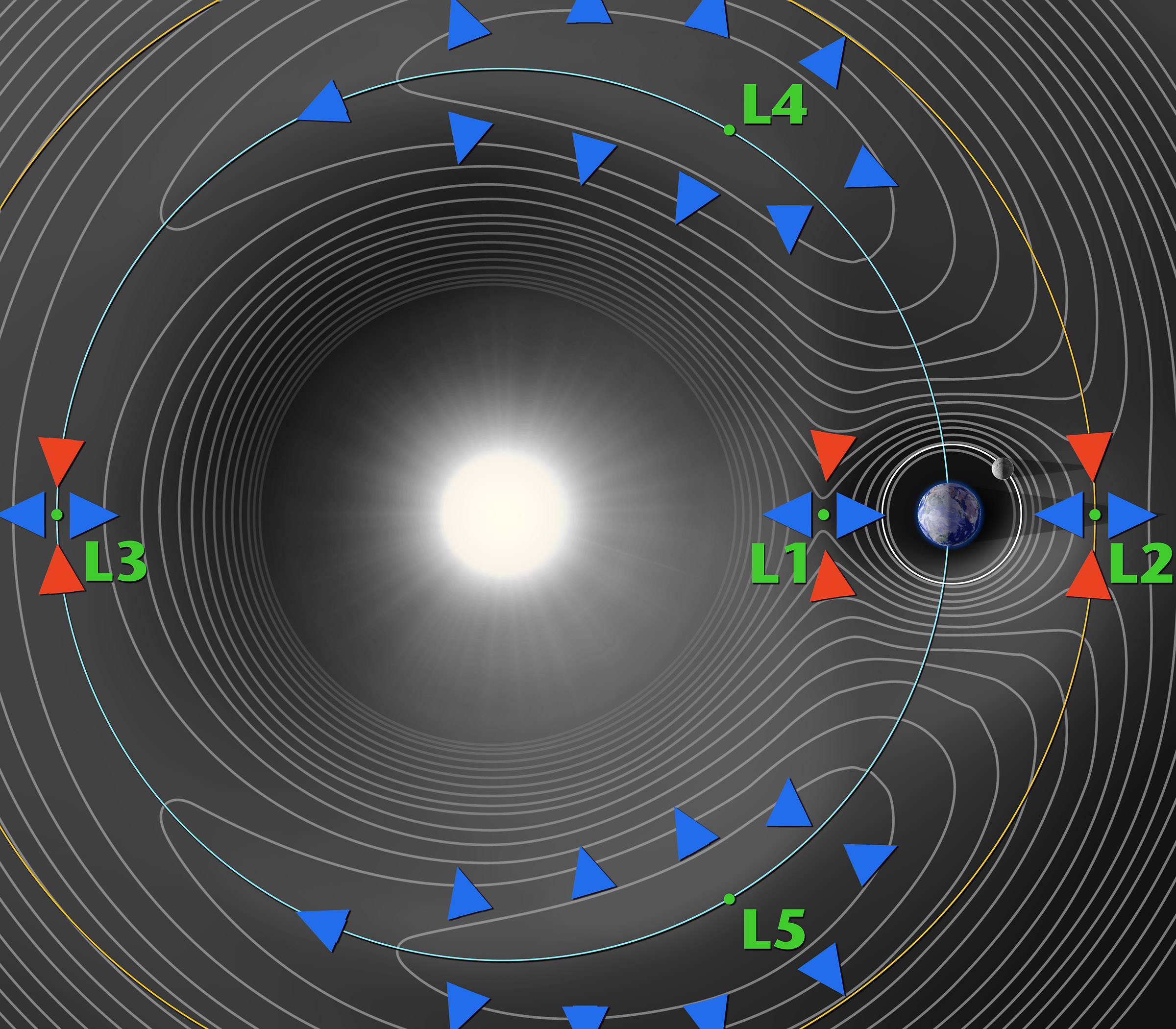
Curvas de potencial en un sistema de dos-cuerpos (aquí el Sol y la Tierra), mostrando los cinco puntos de Lagrange. Las flechas señalan la dirección de aumento de potencial alrededor de los puntos L – acercándose o alejándose de ellos. Como se puede ver, los puntos L_{4} y L_{5} son mínimos.

La colonización de los puntos de Lagrange es la colonización espacial de los cinco puntos de equilibrio en la órbita de un planeta o una luna alrededor de su órbita principal, llamados Puntos de Lagrange. Los puntos más evidentes para su colonización son los puntos en el sistema Tierra-Luna y los puntos en el Sol-Tierra. Aunque alcanzar esto generalmente llevaría días o incluso meses con la tecnología actual, muchos de esos puntos tendrían un constante aprovechamiento de la energía solar puesto que su distancia desde la Tierra daría como resultado solo escasos eclipses de Sol breves.

## Tierra-Luna

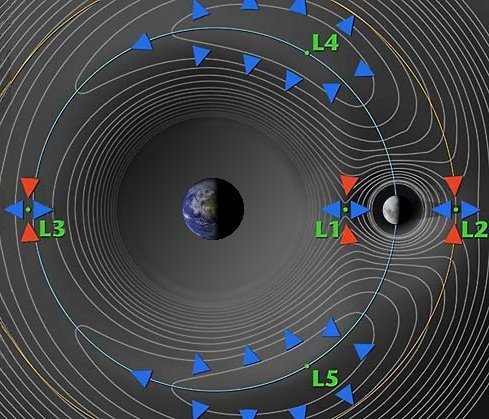
Gráfica de contornos del potencial efectivo de un sistema de dos cuerpos (aquí la Tierra y la Luna), que muestra los cinco puntos de Lagrange.

Desde la década de 1970 la Sociedad L5 ha promovido la idea de colonizar los puntos L4 y L5 ya que son estables, las naves que se sitúen en ellos permanecerán siempre en la misma posición y tienen un radio de cerca de 15000 km. De los otros puntos de Lagrange en el sistema Tierra-Luna, el L1 y el L2 serían potencialmente importantes para una estación estacionaria situada entre la Tierra y la Luna, por ejemplo para coordinar misiones en la cara visible de la Luna. Una nave lanzada desde el L1 llegaría a la Luna en pocas horas en caso de emergencia. También podría ser una estación de reparación y abastecimiento entre naves desplazándose por el sistema solar. El punto L2, en la cara oculta de la Luna, sería interesante para radiotelescopios, evitando interferencias de la tierra. Ni el L1 ni el L2 son estables después de los 23 días. Por eso se necesitarían sistemas de recolocación.

## Ventajas
Estos puntos pueden ser usados para el turismo espacial, por ejemplo. Los puntos L1 y L2 pueden servir para abastecimiento de viajes a la Luna o entre el sistema solar. Se pueden crear colonias con fines científicos para estudiar el viento solar o la luz del Sol.
Los puntos de Lagrange cercanos al Sol podrían almacenar la energía solar y transportarla a la Tierra.

## Desventajas
- Costo: La colonización y el establecimiento de infraestructuras en los puntos de Lagrange serían extremadamente costosos y requerirían una inversión masiva de recursos financieros y técnicos.

- Riesgos desconocidos: A pesar de los avances en la exploración espacial, todavía hay muchos aspectos desconocidos sobre vivir y trabajar en el espacio profundo, lo que podría plantear riesgos para la salud y la seguridad de los colonos.

- Problemas de sostenibilidad: Mantener una colonia en los puntos de Lagrange requeriría un suministro continuo de recursos y energía, lo que podría ser difícil de lograr de manera sostenible en el espacio.

- Conflictos internacionales: La colonización de los puntos de Lagrange podría desencadenar conflictos internacionales sobre la propiedad de los recursos espaciales y los derechos de acceso a ellos.

- Impacto ambiental: Aunque los puntos de Lagrange están en el espacio, la colonización y la actividad humana podrían tener impactos ambientales en el espacio circundante y en el sistema solar en general, lo que podría requerir una cuidadosa gestión y regulación.